# Tunica
Tunica (Yoron, Tonika, Tonica), Najpomembnejše pleme ameriških Indijancev iz družine Tunican, naseljeno v zgodovinskem obdobju na spodnjem toku reke Yazoo v Mississippiju. Danes živijo z Biloxi Indijanci, združeni pod imenom Tunica-Biloxi Tribe of Louisiana, katerega središče je v Marksvilleu, Louisiana.

## Ime
Ime Tunica izvira po Gatschetu iz besede uni = 'ljudje' ali "tisti, ki so ljudje," (Swanton). Sami so se imenovali Yoron.

## Jezik
Jezik tunica je član družine Tunican (obsega še plemeni Yazoo in Koroa). Po mnenju nekaterih jezikoslovcev je ta jezikovna družina, ki po njih nosi ime, obsegala tudi jezike Indijancev Chitimacha in Atakapa, ki se prav tako štejejo za samostojne družine, imenovane Chitimachan in Attacapan in se skupaj še danes po lokaciji ob Mehiškem zalivu imenujejo Gulf ali zalivska družina. Vsi ti jeziki so izginili. Pleme Tunica je 1977 etnično štelo okoli 150 duš, naseljeni so na majhnem rezervatu z Biloxi Indijanci v Louisiani.
Leta 1886 je Albert Gatschet iz Bureau of American Ethnology s pomočjo preživelih Tunica sestavil slovar, John Reed Swanton pa je zapisal nekaj zanimivih mitov.

## Zgodovina
Tunice nikoli niso bili številčno ljudstvo in v času prihoda prvih Francozov so živeli v majhnih vaseh na spodnjem toku reke Yazoo, v zavezništvu s plemeni Yazoo in Ofo in so šteli morda 700 duš. To pleme bi lahko bilo identično z ljudstvom, ki ga je 1540. srečal Hernando de Soto in jih imenoval "Tanico", verjetno na območju današnje severovzhodne Louisiane. Leta 1698 se z prihodom misijonarskih duhovnikov začne njihova znana zgodovina. Že naslednje leto Francoz Antoine Davion med njimi ustanovi misijo in preučuje njihov jezik. Istega leta jih obišče tudi Pierre Le Moyne d'Iberville, leta 1700 pa tudi oče Jacques Gravier. Kmalu bodo nastale težave, ki so jih 1702 povzročili Koroa Indijanci, ki so v sporazumu z drugim plemenom Yazoo, v spanju ubili Nicholas Foucaulta, ki je prišel pomagat Davionu, kot tudi tri druge Francoze. Davion je takrat zapustil Tunice in se umaknil v francosko utrdbo v Mobile, da bi se vrnil šele 1705, potem ko ga je delegacija Tunica uspela prepričati.
Leta 1706 je grozila nevarnost s strani plemena Chickasaw, znanih po tem, da so lovili sužnje. Tunice skupaj z očetom Davionom pobegnejo čez Mississippi in se naselijo blizu izliva Red Rivera. Leta 1719 jih v tem kraju najde Jean-François La Harpe, med njimi tudi očeta Daviona, ki je Indijancem začel pridigati proti poligamiji in poganskim obredom. Pierre Francois-Xavier de Charlevoix je njihovo glavno vas obiskal leta 1721. Plemenu je vladal znani in legendarni poglavar Cahura-Joligo, za katerega piše, da je sprejel 'civilizirano' obleko. Za Cahura-Joligo kroži legenda, da je pokopan skupaj z zlatim in srebrnim denarjem, ki mu ga je podaril Ludvik XV. Francoski, za pomoč, ki so jo Tunice nudile francoskim naseljencem v kolonialni Louisiani. Poglavar Cahura-Joligo je bil ubit 1731 v napadu Natchez Indijancev na Angolo (The Farm).
Leta 1716 so se za Tunice začele težave z Natchez Indijanci, končni obračun se je začel leta 1729. Tunice na svoji strani niso imele nobenih prijateljskih plemen, edino podporo so jim dali njihovi stari prijatelji Francozi. Konec je sledil leta 1731. Veliki deli pobeglih Natchezov, podprti s strani Chickasaw in Koroa Indijancev, so jih v neusmiljeni bitki premagali, pobili njihove najboljše bojevnike in ubili njihovega poglavarja Cahura-Joligo. Od tega si ne bodo nikoli več opomogli. Leta 1758 jih je 250 živelo v vasi pri Pointe Coupée, vendar med 1784 in 1803 so se njihovi ostanki preselili do Marksvillea u Louisiani na Red River. Njihovi potomci še danes živijo tukaj.

## Etnografija
Tunice so bili kmetijski narod, po kulturi in običajih podobni plemenom Natchez in Taensa. Tako pri moških kot pri ženskah je bil običaj umetne deformacije lobanje. Hodili so skoraj popolnoma goli, razen med verskimi dogodki, lase pa so si puščali padati po ramenih. Večino časa so moški preživeli na poljih koruze, lovili so redkeje, meso pa so uživali precej redkeje. Svoje mrtve so pokopavali v grob, prižgali so ogenj in ga varovali prve štiri noči, dokler duša ni odšla v svet duhov. Podobno kot drugi kmetovalci ameriškega jugovzhoda, kot so plemena Muskhogean in Natchesan, so gradili svetišča, v katerih je gorel sveti ogenj. Po očetu Gravieru so imeli Tunice 9 glavnih bogov, to so: Sonce, Grom, Ogenj ter bogovi neba in zemlje. Ni zapisov o krvavih ritualih, kakršne so imeli Natchezi in Taense.